# Ateisme
| Ateisme er ofte symboliseret med et stort A. |  | Ateisme er ofte symboliseret med et stort A. |
| Ateisme er ofte symboliseret med et stort A. |  |                                              |

Ateisme er afvisning af eller fravær af tro på en eller flere guder. Der findes flere former for ateisme, blandt andet agnostisk ateisme, gnostisk ateisme, implicit ateisme og eksplicit ateisme.
Udtrykket ateist har historisk set været brugt om både ikke-tro og forkert tro (heterodoksi). Det blev oprindeligt brugt som en nedsættende betegnelse for enhver, der var i konflikt med etableret religion. Med udbredelsen af fritænkning, videnskabelig skepticisme og religionskritik har begrebet “ateisme” fået en mere specifik mening og bliver i højere grad brugt af ateisterne selv. Der er i denne forbindelse sket en udvikling fra en aktiv definition af begrebet (afvisning af eller afstandtagen fra Gudstro) til en mere passiv definition (fravær af Gudstro, ikke-tro).
Der kan idømmes dødsstraf for ateisme i Afghanistan, Saudi Arabien, Pakistan, Iran, Sudan, Mauretanien og Maldiverne, men i de seneste år er den ikke blevet eksekveret.

## Definitioner
Der er uenighed om, hvordan ateisme bedst defineres. Der strides om, hvilken overnaturlig størrelse, der afvises tro på. I den vestlige verden er ateisme ofte beskrevet af kristne og fra et kristent perspektiv, hvor ateisme beskrives som et trossystem, der benægter eksistensen af Gud. Der er således tale om en afvisning af Guds (i modsætning til en guds) eksistens. Med hensyn til de fænomener der afvises, kan ateisme dække over alt fra afvisningen af eksistensen af guddomme, til afvisningen af eksistensen af en hvilken som helst spirituel, overnaturlig eller transcendent størrelse, for eksempel onde ånder.
Der er sket en historisk udvikling fra, at "ateist" er noget, man ikke ønsker at blive kaldt, endsige kalde sig selv, til den kompromisløse Ny Ateisme. Nogle grupper, især med rødder i den tidlige ateisme, identificerer sig som sekulære humanister, med fokus på menneskelige værdier skabt af mennesker.
Der findes grupper, der lægger mindre vægt på spørgsmålet om tro på guder, og mere vægt på ideer om filosofi, videnskab og politik. I nyere tid er grupper som Brights og Ateisme Plus forsøgt lanceret. Brights har fokus på videnskab,  mens Ateisme Plus har fokus på sociale spørgsmål, begge dog uden større succes. I den satiriske ende er både pseudoreligionen om Det Flyvende Spaghettimonster og Church of Satan i opposition til etablerede religioner.

### Teisme, agnosticisme og ateisme
En klassisk måde at definere ateisme på har bestået i at skelne mellem teisme, agnosticisme og ateisme. Denne tredeling optræder på en skala med to yderpunkter: teisme, som er troen på at der eksisterer en Gud, og ateisme, som er troen på at der ikke eksisterer en Gud. Midt imellem disse placeres agnosticisme, som er den opfattelse, at det ikke er muligt at vide noget om Guds eksistens eller ikke-eksistens. 
Denne tredeling er blevet kritiseret, fordi den samme skala både behandler spørgsmålet om tro og spørgsmålet om viden. Teisme og ateisme har at gøre med tro, mens agnosticisme har at gøre med viden (hævdelse af viden). Agnosticisme går netop ud på, at det ikke er muligt at få viden om Guds eksistens eller ikke-eksistens.
Det vil være mere korrekt at lave to skalaer, én for tro og én for viden, siger disse kritikere. Man kan således lave en vandret skala gående fra teisme til ateisme, samt en lodret skala gående fra gnosticisme til agnosticisme. Gnosticisme står i denne sammenhæng for det standpunkt, at man hævder at vide, at Gud eksisterer - eller hævder at vide, at Gud ikke eksisterer. Agnosticisme står derimod for det standpunkt, at man ikke hævder at vide noget om Guds eksistens. “Gnosticisme” må ikke forveksles med oldtidens religiøse bevægelse gnosticisme; men begge udspringer af det græske ord gnōsis, der betyder "erkendelse".
Teisten kan både være gnostiker og agnostiker, og ateisten kan ligeledes både være gnostiker og agnostiker. Teisten kan være gnostiker i den forstand, at vedkommende hævder at vide – er overbevist om - at Gud eksisterer. Teisten kan også være agnostiker i den forstand, at vedkommende godt nok tror, at Gud eksisterer, men ikke er fuldstændig overbevist om det.
Omvendt kan ateisten være gnostiker: Vedkommende hævder at vide med absolut sikkerhed, at Gud ikke eksisterer. Ateisten kan også være agnostiker: Vedkommende tror ikke på, at Gud eksisterer, men hævder ikke at vide det.
Andre har forsøgt at forene de to skalaer til én skala, der illustrerer den varierende grad af sikkerhed, man har med hensyn til sin tro. De lader den gnostiske teist og den gnostiske ateist repræsentere de to yderpunkter på skalaen. Gnostikerne er helt sikre på, at deres tro på Guds eksistens (eller ikke-eksistens) er sand. Den sikkerhed har agnostikerne ikke. Skalaen går således fra sikkerhed over usikkerhed til sikkerhed, begyndende med den gnostiske teist, gående over den agnostiske teist og den agnostiske ateist, og afsluttende med den gnostiske ateist.
Richard Dawkins har opstillet en skala, der illustrerer den varierende grad af sandsynlighed, som mennesker vurderer der er for Guds eksistens eller ikke-eksistens. Han lader de to yderpunkter repræsentere den højeste grad af sandsynlighed. Der er tale om en glidende skala, men Dawkins nævner syv milepæle:
1. 100 procents sandsynlighed for Guds eksistens. Stærk teist. Med C.G. Jungs ord: “Jeg tror ikke, jeg ved .”
2. Meget høj sandsynlighed, men ikke 100 procent. De facto teist. “Jeg kan ikke vide det sikkert, men jeg tror stærkt på Gud og lever mit liv på den antagelse, at han er der.”
3. Højere end 50 procent, men ikke særlig høj. Teknisk agnostiker, men hælder mod teisme. “Jeg er meget usikker, men jeg er tilbøjelig til at tro på Gud.”
4. Præcis 50 procent. Fuldstændig upartisk agnostiker. “Guds eksistens og ikke-eksistens er præcis lige sandsynlige.”
5. Mindre end 50 procent, men ikke særlig lav. Teknisk agnostiker, men hælder mod ateisme. “Jeg ved ikke, om Gud eksisterer, men jeg er tilbøjelig til at være skeptisk.”
6. Meget lav sandsynlighed, men ikke nul. De facto ateist. “Jeg kan ikke vide det sikkert, men jeg tror, at Gud er meget usandsynlig, og jeg lever mit liv på den antagelse, at han ikke er der.”
7. 0 procents sandsynlighed. Stærk ateist “Jeg ved, at der ikke er nogen Gud, med den samme overbevisning som Jung ‘ved’, at der er en Gud.”[21]

Dawkins siger, at der er mange mennesker, der vil placere sig selv i kategori 1. Det ligger nemlig i troens væsen, at man er i stand til at have en overbevist tro uden en tilstrækkelig videnskabelig grund til at have den. Ateister har derimod sjældent en sådan tro. Derfor er der ikke tilsvarende mange mennesker i kategori 7, men derimod mange i kategori 6. Ateister lader sig lede af fornuften, og fornuften alene kan ikke føre én til den overbevisning, at noget ikke eksisterer, siger Dawkins. De fleste ateister indrømmer, at man ikke på baggrund af streng metodisk videnskab kan sige, at der ikke eksisterer noget overnaturligt. Man kan altså ikke videnskabeligt sige, at Gud ikke eksisterer.

### Implicit ateisme og eksplicit ateisme
En anden måde at definere forskellige ateismeformer på, er ved at se på den grad af bevidsthed, der er forbundet med ateismen. Derved fremkommer der to hovedformer: implicit ateisme og eksplicit ateisme.
Implicit ateisme er fravær af tro på Guds eksistens uden en bevidst forkastelse af denne tro. Det gælder for eksempel de voksne, der aldrig har hørt om en gud, og de voksne, der aldrig har tænkt nærmere over ideen om en gud.
Det er påstået, at denne form for ateisme også findes hos nyfødte børn. Så langt tilbage som i 1772 sagde Baron d'Holbach: "Alle børn er født ateister; de har ingen forestilling om Gud". Ligeledes sagde George H. Smith i 1974: "Den mand, der ikke har kendskab til teisme, er en ateist, fordi han ikke tror på en gud. Denne kategori ville også indbefatte et barn med den forestillingsmæssige kapacitet til at begribe de involverede problemstillinger, men som stadig er uvidende om disse. Det faktum, at dette barn ikke tror på Gud, kvalificerer det som en ateist". Smith introducerede termen implicit ateisme som dækkende "fraværet af teistisk tro uden en bevidst afvisning af den" og eksplicit ateisme om den mere almindelige definition af bevidst vantro.
I den vestlige civilisation er den betragtning, at børn fødes som ateister, relativt ny. Før det 18. århundrede var eksistensen af Gud så accepteret i den vestlige verden, at blot muligheden for sand ateisme var betvivlet. Dette kaldes teistisk innatisme – den opfattelse, at alle mennesker tror på Gud fra fødslen. Inden for dette synspunkt er ateisme fornægtelse.
Eksplicit ateisme omfatter enhver bevidst forkastelse af troen på Guds eksistens. Der findes forskellige former for eksplicit ateisme: anti-teisme, teoretisk ateisme og pragmatisk ateisme.

### Antiteisme
Antiteisme eller militant ateisme er et udtryk der bruges, oftest negativt, om opposition til eller udtalt modstand mod teisme og religion. Det dækker blandt andet den opfattelse, at religiøse og teistiske overbevisninger er skadelige og bør kasseres til fordel for humanisme og rationalisme.
I det 20. århundrede begyndte den "ny ateisme" at tale om ateisme og religion. Den er ofte motiveret af en følelse af moralsk bekymring og endda harme over virkningerne af religiøs overbevisning på den globale scene. I spidsen for den ny ateisme står forfattere og aktivister som Sam Harris, Richard Dawkins, Daniel Dennett og Christopher Hitchens. Den ny ateisme er kendetegnet ved en til tider provokerende og kompromisløs fremgangsmåde, ofte med henvisning til, at empirisk videnskab er det eneste (eller i det mindste det bedste) grundlag for ægte viden om verden, og at en tro kun er epistemisk berettiget, hvis den er baseret på evidens.

### Teoretisk ateisme
Teoretisk ateisme argumenterer mod eksistensen af guder og har svar på typiske teistiske argumenter. For eksempel argumenterer den, at de kvaliteter, som teologer ofte tilskriver guder, er selvmodsigende; f.eks. karaktertræk som retfærdighed (den skyldige straffes i overensstemmelse med forbrydelsen) og barmhjertighed (den skyldige straffes mindre end i forhold til forbrydelsen).
Problemet med ondskab (også kaldet teodicéproblemet) er også et argument af denne type, hvor det påpeges, at forestillingen om en alvidende, almægtig og kærlig Gud ikke er forenelig med en verden, hvor der er ondskab og lidelse, og hvor guddommelig kærlighed er skjult for mange. Et lignende argument tillægges Siddhartha Gautama (Buddha), som grundlagde buddhismen.
Et teistisk argument, som den teoretiske ateisme også har svar på, er Blaise Pascals argument Pascals væddemål. Dette argument lyder som følger: Hvis man vælger at satse på, at Gud eksisterer, så vinder man alt, hvis man har ret, og mister intet, hvis man har uret. Hvis man derimod vælger at satse på, at Gud ikke eksisterer, så vinder man intet, hvis man har ret, og mister alt, hvis man har uret.
Kritikken af dette argument går ud på, at der er tale om en falsk dikotomi, et falsk dilemma, da der findes andre guder end den kristne Gud, man kan forholde sig til, for eksempel den muslimske Gud Allah. Også islam lover evig salighed, hvis man er troende, og lover straf i helvede, hvis man er vantro. Pascals argument er derfor et lige så godt argument for islam, som det er for kristendommen.

### Pragmatisk ateisme
Pragmatisk ateisme går ud på at leve som om, der ingen guder var, og forklare naturlige fænomener uden at ty til noget guddommeligt som årsag. Eksistensen af guder benægtes ikke, men de betegnes som unødvendige eller irrelevante. Guder bidrager ifølge dette synspunkt hverken til at forklare meningen med livet eller til at forklare fænomener i dagligdagen. Almindeligvis involverer pragmatisk ateisme en accept af naturalisme og naturvidenskab. Alternativt argumenterer den for det synspunkt, at mennesket ikke kan kende til eller udtale sig om eksistensen af en gud, og at man dermed er nødt til at forholde sig agnostisk til alle spørgsmål om guder (også kaldt det epistemologiske argument).
Den græske filosof Protagoras mente, at mennesket er udgangspunktet for alle perspektiver på moral og etik, og at der ikke findes universelle sandheder (relativisme). Konsekvensen heraf er, at der ikke er nogen guder. Denne form for ateisme foretrækker menneskelighed som den absolutte kilde til etik og værdier og tillader individer at løse moralske problemer uden hjælp fra guder eller hellige skrifter. Marx, Nietzsche, Freud og Sartre brugte alle dette argument.

## Historie
Selv om termen ateisme først opstod i 1500-tallet i Frankrig, ses ideer, som i dag vil blive opfattet som ateistiske, allerede i antikken og i den vediske religion. Indiske filosofier, der normalt regnes som ateistiske, inkluderer klassisk Samkhya og Purva Mimamsa. En afvisning af en personlig skaber ses også i Jainisme og Buddhisme i Indien.
Vestlig ateisme har sine rødder i græsk filosofi, men udviklede sig først til et specifikt verdenssyn sidst i oplysningstiden. Den græske filosof Diagoras fra det 5. århundrede f.Kr. er kendt som den "første ateist". Han kritiserede både religion og mystik kraftigt. Den græske politiker og forfatter Kritias så på religion som en menneskelig opfindelse, der blev brugt til at skræmme folk til at følge en bestemt moralsk linje. Den græske filosof Demokrit forsøgte at forklare verden udelukkende ved hjælp af fysiske argumenter, uden at referere til det spirituelle eller mystiske. Andre prominente ateistiske filosoffer var Prodikos, Protagoras, Theodorus og Straton af Lampsakos.
Sokrates (471–399 f.Kr.) blev anklaget for impietet (mangel på respekt for guderne/hvad der er helligt), fordi han stillede spørgsmålstegn ved statens guder (se Euthyfrons dilemma). Selv bestred han rigtigheden af anklagen om, at han var en "komplet ateist". Han sagde, at han ikke kunne være ateist, da han troede på ånder og bad til forskellige guder. Alligevel blev han til sidst dømt til døden.
Euhemeros (330–260 f.Kr.) forfægtede det synspunkt, at guderne var guddommeliggjorte herskere, erobrere og grundlæggere fra fortiden, og at dyrkelsen af dem i essensen var en fortsættelse af forsvundne kongedømmer og tidligere politiske strukturer. Selv om han ikke var fuldstændig ateist af overbevisning, blev han kritiseret for at have "spredt ateisme over hele den beboede klode ved at tilintetgøre guderne".
Epikur (341–270 f.Kr.) bestred mange religiøse doktriner som eksistensen af livet efter døden og en personlig gud; han anså sjælen for at være rent materiel og dødelig. Mens epikuræismen ikke underkendte eksistensen af guder, mente Epikur, at hvis de eksisterede, var de ligeglade med menneskeheden.
Den romerske digter Lukrets (99–55 f.Kr.) var enig i, at hvis der var guder, bekymrede de sig ikke om menneskeheden og var ude af stand til at påvirke verden. Derfor mente han, at menneskeheden ikke skulle frygte det overnaturlige. Han fremstillede sine epikuræiske synspunkter om sjælen, dødelighed og religion i  De rerum natura  ("Om naturen"), som gjorde Epikurs filosofi populær i Antikkens Rom.
Betydningen af "ateist" ændrede sig i løbet af antikken. De tidlige kristne blev kaldt ateister, fordi de ikke ville ofre til de lokale guder; en handling, der skabte frygt hos befolkningen, der frygtede gudernes straf for de manglende ofringer. I det romerske rige blev de kristne henrettet for blasfemi, fordi de ikke tilbad de romerske guder og ikke deltog i kejserdyrkelsen. Da kristendommen blev den officielle religion i Rom, var det de ikke-kristnes tur til at blive henrettet for at tilbede falske guder, for kætteri.
I Middelalderens Europa var tilslutningen til ateistiske holdninger sjælden. Enhver religiøs opfattelse, som kirken fandt afvigende, kunne straffes med døden. Kirken havde en specifik institution, der havde til opgave at opspore og dømme forkert troende: inkvisitionen.
Under renæssancen begyndte der at lyde kritik af kirken, en kritik der bl.a. mundede ud i reformationen og senere oplysningstiden, hvor flere og flere europæiske filosoffer fik et videnskabeligt verdenssyn. Det var også under renæssancen, at ordet ateist anvendtes som et nedsættende udtryk for en, der benægter Gud; en fortolkning der stadig findes blandt teister. Man kan stadig finde opslagsværker, som omtaler ateisme som afvisning af Gud.
Renæssancen gjorde meget for fritænkning og skeptiske undersøgelser: Leonardo da Vinci eksperimenterede for at forklare naturfænomener, og han afviste argumenter fra religiøse autoriteter. Andre kritikere af religion og kirke var Niccolò Machiavelli, Bonaventure des Périers og François Rabelais.
I oplysningstiden blev det mindre farligt ikke at tro på Gud, takket være den øgede sekularisering af samfundet. Det var dog usædvanligt at kalde sig ateist, da det stadig var forbundet med en alvorlig stigmatisering . Encyklopædien fra 1751 beskriver ateisme som "Opfattelsen hos dem der fornægter Guds eksistens i verden. Det simple manglende kendskab til Gud konstituerer ikke ateisme. For at kunne blive beskyldt med den frastødende titel ateist må man have begreb om Gud og have afvist det." Ikke overaskende var det de færreste, der kaldte sig ateister, og de var henvist til at kalde sig deister eller panteister, heriblandt var en lang række af tidens tænkere som Denis Diderot, Rousseau, David Hume, Adam Smith, Benjamin Franklin, Voltaire og selvfølgelig Baruch Spinoza.
I det 20. århundrede opstod den ateistiske eksistensfilosofi. Filosofferne Jean-Paul Sartre og Albert Camus begyndte at undersøge, hvordan mennesket kan leve uden Gud. De stod for eksistentialistisk nihilisme, som er det filosofiske standpunkt, at livet ikke har nogen objektiv betydning eller værdi, og at kun de fysiske love bestemmer vores eksistens. De afviste dermed også, at den menneskelige eksistens har en apriorisk værdi eller et højere formål. Så længe man er til, kan man lige så godt skabe sin egen mening med tilværelsen, sagde de.

## Demografi
At vurdere antallet af ateister er problematisk, fordi definitionen af begrebet er uhomogen. Dermed har udformningen af spørgsmål i en undersøgelse stor betydning for resultatet. Mange, der objektivt kvalificerer sig til at være ateister, identificerer sig ikke nødvendigvis som sådanne. Nogle kan have en ateistisk religion, andre kalder sig måske agnostikere eller ikke-troende i stedet.
Undersøger man for eksempel religiøst tilhørsforhold (officielt oplyst), er antallet af ateister i Danmark under 1% (i verden er det 2%), men undersøger man personlig overbevisning, er antallet 72%.

## Etymologi
Ordet "ateisme" kommer af det oldgræske ord atheos (ἄθεος), "gud" (theos) og præfikset a- som udtrykker negation eller fravær.
Særlig kom ordet i tiden omkring det 5. århundrede f.Kr. til at betegne en mere bevidst, aktiv gudløshed, hvor det fik bibetydninger af "at afskære forbindelsen med guderne" eller "fornægte guderne", i stedet for de tidligere konnotationer af asebēs (ἀσεβής), dvs. "ugudelig". Moderne oversættelser af klassiske græske tekster gengiver nogle gange atheos (άθεος) som "ateistisk". Som et abstrakt navneord fandtes også atheotēs (ἀθεότης), "gudløshed" eller "ateisme". Cicero translittererede det græske ord άθεος (flertal: αθεοι) til det latinske atheos. Udtrykket blev hyppigt brugt i debatten mellem urkristne og hellenister, hvor begge parter gav modparten denne nedsættende betegnelse.

## Nutidig forfølgelse af ateister
I 2016 havde 13 lande dødsstraf for ateisme: Afghanistan, Iran, Malaysia, Maldiverne, Mauritanien, (dele af) Nigeria, Pakistan, Qatar, Saudi-Arabien, Somalia, Sudan, De Forenede Arabiske Emirater og Yemen. Flere andre muslimske lande har lovgivning, der straffer ateister eller frafaldne troende med bøde, fængsel og andre tab af rettigheder, herunder retten til at se egne børn og tvangsskilsmisse. I perioden fra 1985 til 2006 blev fire personer officielt henrettet for apostasi (frafald fra Islam) .
Udover staters forfølgelse af ateister har flere ikke-statslige sammenslutninger, såsom oprørsgrupper, herunder Islamisk Stat, begået drab på ateister som følge af de henrettedes manglende tro.

## Kritik
Der findes forskellige former for ateismekritik. Filosoffen Denis Diderot påpegede allerede i 1700-tallet, at ateismen snarere er en metafysisk end en videnskabeligt baseret overbevisning. Flere nyere kritikere af ateismen har påpeget, at den udgør en tro i sig selv og hviler på dogmer af religiøs karakter. Blandt andet skrev Peter Murphy bogen Dogmatic Atheism and Scientific Ignorance, hvori han påpegede, at ateister har dogmatiske holdninger og er aggressive og intolerante over for mennesker, der har andre holdninger end dem selv. Ifølge den norske religionsforsker Erik Thorstensen er det især den såkaldte nyateisme, der er dogmatisk og hviler på en biologisk reduktionisme.
Lars Christiansen og Lars Sandbeck har skrevet bogen Gudløse hjerner, hvor de viser, at nyateister har en totalitær tankegang, og at de er polemiske og aggressive. Ateismen er blandt andet også i en bredere forstand blevet kritiseret for at være grundlaget for de største massekrige og massemord samt grundlaget for de mest totalitære regimer og ideologier i historien, som Sovjetunionen, nazismen og det tredje rige. Sovjetunionen var officielt en ateistisk stat, hvor kristne og andre religiøse mennesker blev forfulgt. Andre prominente ateister var Pol Pot og Mao Zedong, der også stod bag forfølgelser af religiøse mennesker. De totalitære stater i Sovjetunionen, Nazityskland, Cambodia (Kmer Rouge-regimet), Kina og østlandene var fælles om enten at være officielt ateistiske eller at tilskynde til ateismen, og alle disse stater forfulgte religiøse mennesker, som blev fængslet, tortureret eller myrdet.
En indvending mod denne kritik går ud på, at man ikke kan slutte fra ateisme til ondskab. Stalin, Hitler, Pol Pot og Mao Zedong var ikke onde, fordi de var ateister. Deres ondskab skyldtes andre, dybere faktorer. Der findes gode ateister, og der findes onde ateister - ligesom der findes gode teister og onde teister (for eksempel nogle af de kristne korsfarere i Middelalderen).